# Sláva Omegy
Sláva Omegy (v anglickém originále The Omega Glory) je 23. díl druhé řady seriálu Star Trek. Premiéra epizody v USA proběhla 1. března 1968, v České republice 21. března 2003.

## Příběh
Hvězdná loď USS Enterprise NCC-1701 pod vedením kapitána Jamese Tiberius Kirka nachází poblíž planety Omega IV a další federační loď USS Exeter. Loď neodpovídá na Uhuřino vysílání a výsadek kapitána Kirka spolu s panem Spockem, Dr. McCoyem a členy ostrahy (redshirt) nachází na lodi pouze uniformy plné zvláštních krystalů. McCoy zjišťuje, že jde o posádku, která byla zbavena veškeré tělesné vody a pouze toto zbylo. Z posledního záznamu lodního deníku je patrné, že šlo o nějakou infekci, která byla přinesena výsadkem z planety a každý, kdo vkročí na loď je infikovaný.
Na povrchu se výsadek nalézá tibetskou vesnici Kohmů, které velí kapitán USS Exter, Ron Tracey. Tracey zpočátku působí jako klasický trosečník, ale když výsadek objevuje, že porušil základní směrnici a chce ho zatknout, napadne a zabije phaserem jednoho člena ochranky. Tracey zkouší Kirka přemluvit, že na planetě se nachází sérum dlouhověkosti, které by bylo zapotřebí izolovat a získat pro sebe. Důkazem je jeden z obyvatel, který je přes 200 let starý a jeho otec přes 1000 let. Kirk toto spojenectví odmítá a je uvězněn. Ve vězení se Kirk a Spock setkávají s dvojicí barbarů, kteří jsou označování za Yangy. Vynikají svou zuřivostí a primitivním stupněm vývoje, ale později se ukazuje, že umí mluvit. Kirk jim pomůže utéct, ale Yang jej omráčí a uteče se svou družkou sám. Když Kirk přichází k sobě, utíkají za McCoyem, který je donucen zkoumat sérum. Ten zjišťuje, že sérum neexistuje a extrémní dlouhověkost je prostě vlastnost zdejších obyvatel a nemoc přinesená na loď se projeví pouze po krátkém pobytu na povrchu planety. Do místnosti doráží pološílený Tracey, který dává za vinu pád vesnice a napadení ze strany Yangů Kirkově pomoci při útěku z vězení.
Záhy se všichni dostávají do zajetí Yangů a je patrné, že nejde o tak primitivní skupinu. Vše nasvědčuje tomu, že planeta prošla technologickými válkami a vlastně Kohmové jsou původní komunisté a Yangové zase Yankeeové. Vše potvrzuje roztrhaná americká vlajka. Když vůdce Yangů začne odříkávat nesrozumitelná slova z uctívaných listin, Kirk rozpozná a odříká začátek ústavy spojených států, což Yangy zaskočí. Celou situaci komplikuje Tracey, který je přesvědčuje, že Kirk je ten špatný a Spock je vlastně ďábel, který je přišel zničit. Nakonec je Kirk přemluví, že ve svaté knize stojí pravidlo „Dobro vždy porazí a zničí zlo“. Společně s Traceym jsou svázáni k sobě jednou rukou a ten, který přežije bude uznán jako dobrý. Zatím Spock přiměje jednu Yangskou ženu, aby zapnula komunikátor, který uslyší Enterprise.
Když Kirk vyhraje souboj, nechává Traceyho zatknout a Yangům vysvětluje, že ústava byla napsána pro celý lid a nikoliv pouze pro vůdce kmenů a že musí platit pro Yangy i Khomy. Yangové se nad tím pozastavují, ale souhlasí, že to splní. Kirk ještě před transportem na loď si prohlédne vlajku a odchází.